# Jean-Baptiste de Boyer
Jean-Baptiste de Boyer, marqués de Argens (24 de junio de 1704-11 de enero de 1771) fue un filósofo y escritor francés.
Al ofrecer sus polémicos escritos a un público general ayudó a difundir las ideas de la Ilustración más ampliamente. Escribió sobre filosofía, historia y religión, simplificando con argumentos empíricos las ideas de filósofos como Voltaire, Pierre Bayle y Bernard de Fontenelle. 
Entró en el ejército a la edad de quince años y, tras una juventud disipada y aventurera, fue desheredado por su padre. A continuación, se estableció durante un tiempo en Ámsterdam, donde escribió algunas recopilaciones históricas y comenzó sus más famoso textos, Lettres juives (La Haya, 6 volúmenes, 1738-1742), Lettres chinoises (La Haya, 6 volúmenes, 1739-1742), Lettres cabalistiques (2 ª ed., 7 vols, 1769); Mémoires secrets de la république des lettres (7 volúmenes, 1743-1748), posteriormente revisada, aumentada y retitulada como Histoire de l'esprit humain (Berlín, 14 volúmenes, 1765-1768).
Fue invitado por el príncipe Federico (después Federico el Grande) a Potsdam y recibió altos honores en la corte. Fue nombrado "Kammerherr" y director de la Academia. Sin embargo, el príncipe se sintió amargamente ofendido por su matrimonio con la actriz Mlle. Cochois. D'Argens regresó a Francia en 1769 y murió cerca de Toulon el 11 de enero de 1771.
Era famoso por su falta de higiene personal. En su Grand Tour, el escocés James Boswell relata cómo se jactaba de no haberse cambiado la ropa interior en 15 años. De hecho, al ser recibido por Federico de Prusia, este le exigió, ante el mal olor del mismo, que se la cambiara, y al disponerse a quitársela, D'Argens se dio cuenta de que estaba pegada a su piel, de tal forma que sólo pudieron arrancársela poniendo al marqués en remojo, y no sin llevarse con la ropa interior algunos trozos de piel del aristócrata.